# Kusuma Wardhani
Kusuma Wardhani (* 20. Februar 1964 in Makassar; † 12. November 2023 ebenda) war eine indonesische Bogenschützin und Politikerin.

## Karriere
Kusuma Wardhani gab bei den Weltmeisterschaften 1985 in Seoul ihr internationales Debüt. Im Einzel kam sie dabei aber nicht über den 53. Platz hinaus. Der Mannschaftswettbewerb verlief nicht besser, auch in diesem belegte Wardhani als 14. den letzten Platz. Die Weltmeisterschaften 1987 in Adelaide schloss sie in einem Teilnehmerfeld von 70 Starterinnen auf dem 37. Platz ab.
Ein Jahr darauf gab sie bei den Olympischen Spielen in Seoul ihr Olympiadebüt. Im Einzel gelangen ihr in der ersten Runde insgesamt 1239 Punkte, dank derer sie sich auf dem 20. Rang platzierte. Im Achtelfinale erreichte sie mit 300 Punkten nur den 19. Platz und schied knapp aus, da nur die 18 besten Schützinnen ins Viertelfinale einzogen. Erstmals wurde im olympischen Wettkampfprogramm auch ein Mannschaftswettbewerb im Bogenschießen durchgeführt. 3720 Punkte in der ersten Runde reichten für Rang fünf und die Qualifikation für das Halbfinale. Dort erzielten Kusuma Wardhani, Nurfitriyana Saiman und Lilies Handayani mit 975 Punkten das viertbeste Resultat und zogen in die Finalrunde ein, die sie wie die US-amerikanische Mannschaft mit 952 Punkten hinter den Olympiasiegerinnen aus Südkorea abschlossen. Im Stechen um die Silbermedaille setzten sich Wardhani, Saiman und Handayani mit 72:67 gegen die US-Amerikanerinnen Deborah Ochs, Denise Parker und Melanie Skillman durch und sicherten sich den zweiten Platz. Dieser Erfolg wurde 2016 unter dem Titel 3 Srikandi verfilmt.
Ein Jahr darauf trat Wardhani bei den Weltmeisterschaften in Lausanne an. Im Einzel erreichte sie den 78. Platz. In der Mannschaftskonkurrenz kam sie dagegen nicht zum Einsatz. Ihren letzten internationalen Wettkampf bestritt sie bei den Weltmeisterschaften 1999 in Riom. Diese schloss sie in einem Teilnehmerfeld von 127 Starterinnen auf dem 118. Platz ab.
Nach ihrer Karriere als Sportlerin wurde Wardhani in der Politik aktiv. Sie bekleidete für eine gewisse Zeit unter anderem das Ministeramt für Bildung, Jugend und Sport von Bali.
Kusuma Wardhani starb im November 2023 im Alter von 59 Jahren.